# Noah (jméno)
Noah je mužské rodné jméno, anglický přepis židovského jména Noe. Jméno má hebrejský původ (נוֹחַ, Noach) a vykládá se jako pokoj, spočinutí. Ve Starém zákoně byl Noe stavitel archy, který vzal svoji rodinu a zvířata každého druhu, aby se zachránili před velkou potopou.
Noa je další varianta, utvořená z japonských slov 乃 {no} (vlastnictví) a 愛 {a} (láska, cit).

## Známí nositelé jména
- Noah Webster (1758–1843) – americký lexikograf, autor učebnic, reformátor anglického pravopisu a politický spisovatel.
- Noah Wyle (* 1971) – americký herec
- Noah Gordon (1926–2021) – americký spisovatel
- Noah Hathaway (* 1971) – americký herec
- Noah Kalina (* 1980) – americký fotograf
- Noah Gray-Cabey (* 1995) – afroamerický herec
- Noah Scott Ellenwood (* 1995) – zpěvák v Česko Slovenské SuperStar
- Noah Wojcik –  skladatel v MuseScore
- Noah Schnapp (* 2004) – americký herec
- Noah Okafor  (* 2000) – švýcarský fotbalový útočník

## Noah jako příjmení
- Yannick Noah (* 1960) – francouzský tenista